# Mulheres à Beira de um Ataque de Nervos
Mujeres al borde de un ataque de nervios (bra/prt: Mulheres à Beira de um Ataque de Nervos) é um filme espanhol de 1988, do gênero comédia, dirigido por Pedro Almodóvar.

## Sinopse
O filme é baseado na peça francesa "A voz humana" (1930), de Jean Cocteau, na qual uma mulher desesperada tenta evitar ser abandonada por seu amante através de uma série de ligações telefônicas. Em Madri, Pepa Marcos (Carmen Maura), uma dubladora que está grávida embora ninguém o saiba, é abandonada pelo também dublador Ivan (Fernando Guillén), seu amante, e se desespera tentando encontrá-lo, pois deseja que ele lhe explique por qual motivo a deixou. Vários são os filmes estrangeiros dublados pela dupla, especialmente Johnny Guitar, com Joan Crawford e Sterling Hayden.  
Enquanto Pepa tenta falar com Ivan, recebe a visita de Candela (María Barranco), uma amiga que se apaixonou por um desconhecido e que, agora que descobriu que ele é um terrorista xiita, teme ser presa. Mais tarde, chega, ao apartamento, Carlos (Antonio Banderas), o filho de Ivan. Ele está acompanhado de Marisa (Rossy de Palma), sua noiva, pois os dois estão procurando um imóvel para alugar. Marisa, sem saber, bebe um gaspacho cheio de soníferos, que Pepa tinha preparado para Ivan. Mas uma confusão realmente acontece quando fica claro que Ivan vai para Estocolmo com Paulina Morales (Kiti Manver), e Lucía (Julieta Serrano), a ex-mulher de Ivan, que estava internada em um hospital psiquiátrico, planeja matá-lo. Apesar de ter sido preterida, Pepa quer fazer de tudo para salvar a vida de Ivan.

## Produção
Foi o sétimo filme do diretor Almodóvar, e marcou uma nova etapa em sua carreira. A etapa anterior, iniciada com Pepi, Luci, Bom y otras chicas del montón (1980), se caracterizara por personagens transgressores e grotescos. "Mulheres...", ao contrário, abriu o acesso a elementos da pós-modernidade, refletindo as mudanças que estavam ocorrendo na sociedade espanhola, embora o filme retenha um mundo próprio de Almodóvar, que seria mantido por toda sua carreira. A cidade de Madri é um elemento fundamental do filme, como havia sido nos filmes anteriores de Almodóvar, porém se apresenta de uma maneira diferente. No filme anterior, Que Fiz Eu para Merecer Isto? (1984), o cenário principal era um apartamento de sessenta metros quadrados num bairro humilde, enquanto "Mulheres..." se passa numa luxuosa cobertura no Centro de Madri. O filme também marcou o reconhecimento internacional do diretor.

## Adaptações
O êxito internacional do filme, e a admiração por Almodóvar entre várias atrizes de Hollywood, fizeram surgir rumores sobre uma possível adaptação do filme para a língua inglesa. Se disse que Jane Fonda havia adquirido os direitos sobre o filme, e que ela poderia interpretá-lo junto com Julia Roberts. Porém o filme nunca foi realizado.
A cadeia de televisão Fox anunciou, em 24 de abril de 2009, que preparava uma telessérie sobre o filme. Ela seria rodada em língua inglesa, e seria produzida pelo próprio Almodóvar e pela roteirista de Grey's Anatomy e Shark, Mimi Schmir, que já estaria escrevendo o episódio piloto de uma hora de duração. Este projeto, porém, também nunca chegou a realizar-se.
Em 2010, foi feita uma adaptação teatral na Broadway. A peça estreou no final do ano, e encerrou suas apresentações no início do ano seguinte. Com alterações no roteiro, a peça estreou em Londres.

## Elenco principal
- Carmen Maura .... Pepa
- Antonio Banderas .... Carlos
- Julieta Serrano .... Lucía
- Rossy de Palma .... Marisa
- María Barranco .... Candela
- Kiti Manver .... Paulina Morales
- Guillermo Montesinos .... taxista
- Chus Lampreave .... testemunha de jeová
- Eduardo Calvo ....  pai de Lucía
- Loles León ....  secretária
- Ángel de Andrés López .... policial
- Fernando Guillén .... Iván
- Juan Lombardero .... alemão
- José Antonio Navarro .... policial
- Ana Leza .... Ana

## Prêmios e indicações
| Prêmio                                 | Categoria                          | Recipiente                         | Resultado                   |
| -------------------------------------- | ---------------------------------- | ---------------------------------- | --------------------------- |
| Oscar 1989                             | Melhor filme em língua estrangeira | Melhor filme em língua estrangeira | Indicado                    |
| Globo de Ouro 1989                     | Melhor filme estrangeiro           | Melhor filme estrangeiro           | Indicado                    |
| BAFTA 1990                             | Melhor filme em língua não inglesa | Melhor filme em língua não inglesa | Indicado[carece de fontes?] |
| Prêmio Goya 1989                       | Melhor filme                       | Melhor filme                       | Venceu[carece de fontes?]   |
| Prêmio Goya 1989                       | Melhor atriz                       | Carmen Maura                       | Venceu[carece de fontes?]   |
| Prêmio Goya 1989                       | Melhor atriz coadjuvante           | María Barranco                     | Venceu[carece de fontes?]   |
| Prêmio Goya 1989                       | Melhor roteiro original            |                                    | Venceu[carece de fontes?]   |
| Prêmio Goya 1989                       | Melhor edição (montagem)           |                                    | Venceu[carece de fontes?]   |
| Prêmio Goya 1989                       | Melhor diretor                     | Pedro Almodóvar                    | Indicado[carece de fontes?] |
| Prêmio Goya 1989                       | Melhor ator coadjuvante            | Guillermo Montesinos               | Indicado[carece de fontes?] |
| Prêmio Goya 1989                       | Melhor atriz coadjuvante           | Julieta Serrano                    | Indicado[carece de fontes?] |
| Prêmio Goya 1989                       | Melhor fotografia                  |                                    | Indicado[carece de fontes?] |
| Prêmio Goya 1989                       | Melhor desenho de produção         |                                    | Indicado[carece de fontes?] |
| Prêmio Goya 1989                       | Melhor maquiagem                   |                                    | Indicado[carece de fontes?] |
| Prêmio Goya 1989                       | Melhor trilha sonora               | Bernardo Bonezzi                   | Indicado[carece de fontes?] |
| Prêmio Goya 1989                       | Melhor figurino                    |                                    | Indicado[carece de fontes?] |
| Prêmio Goya 1989                       | Melhor som                         |                                    | Indicado[carece de fontes?] |
| Prêmio Goya 1989                       | Melhor direção de produção         |                                    | Indicado[carece de fontes?] |
| Prêmio Goya 1989                       | Melhores efeitos especiais         |                                    | Indicado[carece de fontes?] |
| Festival de Veneza 1988                | Melhor roteiro                     |                                    | Venceu[carece de fontes?]   |
| Festival Internacional de Toronto 1988 | Prêmio do Público                  | Prêmio do Público                  | Venceu[carece de fontes?]   |
| Prêmio David di Donatello 1989         | Melhor diretor estrangeiro         | Pedro Almodóvar                    | Venceu[carece de fontes?]   |
| National Board of Review 1988          | Melhor filme em língua estrangeira | Melhor filme em língua estrangeira | Venceu[carece de fontes?]   |
| Prêmios Sant Jordi 1989                | Melhor atriz espanhola             | María Barranco                     | Venceu[carece de fontes?]   |